# Pachnoda pendemi
Pachnoda pendemi är en skalbaggsart som beskrevs av Paul Norbert Schürhoff 1938. Pachnoda pendemi ingår i släktet Pachnoda och familjen Cetoniidae. Inga underarter finns listade i Catalogue of Life.